# 유광 (동평왕)
동평왕 유광(東平王 劉匡, ? ~ ?)은 전한 말기의 제후왕으로, 마지막 동평왕이다. 동평양왕의 손자이자 엄향후 유신의 아들이다.

## 생애
거섭 원년(6년), 동평왕에 봉해졌다.
이듬해, 유신과 동군태수 적의가 왕망을 죽이고 유신을 황제로 모시려고 거병했으나 실패하면서 일족이 주멸되었다.

## 출전
반고, 《한서》 권14 제후왕표·권15하 왕자후표 下·권80 선원육왕전
| 전임 백부 유개명 | 제4대 전한의 동평왕 6년 ~ 7년 | 후임 (봉국 폐지) |